# Šarbat Gula
Šarbat Gula (* 20. března 1972) je afghánská žena, kterou vyfotografoval americký fotožurnalista Steve McCurry. V době pořízení fotografie žila Gula jako uprchlík v Pákistánu během sovětské okupace Afghánistánu. Portrét se proslavil po celém světě ve chvíli, kdy byl v roce 1985 zveřejněn na obálce červnového vydání magazínu National Geographic v době, kdy jí bylo asi 12 let. Gula se proslavila prostě jako afghánská dívka, než byla oficiálně identifikována v roce 2002. Fotografie byla přirovnávána k da Vincimu obrazu Mony Lisy a někdy je také označována jako Afghánská Mona Lisa.

## Historie
Paštúnové jako etnikum, podobně jako Gula, byli v roce 1984 posláni po sovětském bombardování Afghánistánu do uprchlického tábora v pákistánském Nasir Baghu. Její vesnice byla napadena sovětskými helikoptérami někdy na začátku roku 1980. Sovětský úder zabil její rodiče, později byla nucena spolu se svými sourozenci a babičkou cestovat přes hory do uprchlického tábora v Nasir Baghu v sousedním Pákistánu.
Na konci 80. let se vdala a v roce 1992 se vrátila zpátky do Afghánistánu. Měla tři dcery: Robinu, Zahidu a Aliu. Čtvrtá dcera zemřela v dětství. Gula vyjádřila naději, že její děti dostanou vzdělání, které sama nikdy nedokončila.

## Fotografie 1984
V táboře ve městě Nasir Bagh pořídil její portrétní fotografii v roce 1984 fotograf magazínu National Geographic Steve McCurry na barevný film Kodachrome fotoaparátem Nikon FM2 s objektivem Nikkor 105mm F2.5. Předtiskovou retuš fotografie provedla grafická služba se sídlem v Mariettě, v americké Georgii. Gula byla jednou ze studentek provizorní školy v uprchlickém táboře; McCurry se chopil vzácné příležitosti fotografovat afghánskou ženu a zachytil její obraz.
Jelikož její jméno nebylo známo, objevila se fotografie na obálce červnového vydání roku 1985 National Geographic pod názvem Afghánská dívka. Obraz její tváře s červeným šátkem, volně přehozeným přes hlavu a pronikavýma modrozelenýma očima hledícíma přímo do objektivu, se stal symbolem afghánského konfliktu i situace uprchlíků po celém světě v 80. letech. Obraz sám byl jmenován „nejuznávanější fotografií“ v dosavadní historii časopisu.

## Hledání Afghánské dívky
Totožnost afghánské dívky zůstala neznámá po více než 17 let. Afghánistán byl do značné míry uzavřen pro média západního světa až do porážky vlády Tálibánu americkými vojsky a místních spojenců v roce 2001. Ačkoli sám McCurry udělal několik pokusů v 90. letech dívku najít, byl neúspěšný.
V lednu roku 2002 odcestoval tým National Geographic do Afghánistánu hledat tajemnou dívku ze slavného snímku znovu. McCurry se po zjištění, že uprchlický tábor Nasir Bagh byl za krátkou dobu uzavřen, poptával u zbývajících obyvatel. Jeden z nich znal bratra Guly a byl schopen poslat zprávu do jeho rodného města. Nicméně tam bylo velké množství žen, které se falešně hlásily jako slavné afghánské dívky. Dokonce poté, co jim ukázali snímek z roku 1985, několik mladých mužů falešně prohlašovalo, že Gula je jejich manželka.
Tým nakonec našel Gulu, které bylo v té době něco kolem 30 let, v odlehlé oblasti Afghánistánu. V roce 1992 se z kempu vrátila do svého rodného kraje, kde žila v dětství. Její identita byla potvrzena pomocí biometrické technologie, která srovnávala strukturu její duhovky podle původní fotografie a výsledek potvrdila s téměř naprostou jistotou. Živě si pamatovala, jak ji fotožurnalista portrétoval; v životě byla fotografována pouze třikrát: v roce 1984 a během pátrání po ní, když produkční z National Geographic pořizoval snímky, které vedly k setkání se Stevem McCurrym. Nikdy svůj slavný portrét do té doby neviděla, poprvé až v lednu 2002.
Další její pozdější fotografie se objevily v titulním příběhu o jejím životě v dubnovém National Geographic v roce 2002 a stala se také hrdinkou dokumentárního filmu s názvem Hledání Afghánské dívky odvysílaném v březnu 2002. Na její počest National Geographic založil fond Afghan Girls Fund, charitativní organizaci s cílem vzdělávání afghánských dívek a mladých žen. V roce 2008 fond rozšířil svou činnost na chlapce jeho název se změnil na Afghan Children's Fund.
V roce 2010 získala jihoafrická fotografka Jodi Bieberová cenu World Press Photo of the Year za snímek ženy z Afghánistánu Bibi Aisha (viz zde), které uřízl uši a nos její manžel a švagr. V rozhovoru po získání ceny WPP řekla, že byla inspirována právě snímkem afghánské dívky Šarbat Guly: Bylo to pro mě, jako když se dá historický moment do perspektivy. Pouze jedna věc, která se přidala do obrázku.
Šarbat Gula inspirovala vznik filmu I Origins z roku 2014.
V lednu roku 2017 Šarbat Gula poskytla o fotografii rozhovor pro televizní stanici BBC, ve kterém mj. uvedla, že: „Fotografie mi přinesla více problémů než užitku. Stala jsem se slavnou, ale přivedla mě i do vězení. Po těchto problémech jsem chtěla založit neziskovou organizaci a nabídnout tak lidem bezplatnou zdravotní péči... Nyní jsem velmi šťastná, že mi tímto byla vzdána čest a stala jsem se slavnou mezi lidmi. Příjem z té fotografie pomohl spoustě vdovám a sirotkům a na to jsem pyšná."

## Kontroverze
Fotograf Tony Northrup v únoru 2019 na svém YouTube kanále zveřejnil video, ve kterém popisuje, že fotografie vznikla jiným způsobem než kterým dosud byla v médiích prezentována. Northrup zjistil, že ten den dívka poprvé potkala cizince, fotografa McCurryho, který po ní chtěl aby si odhalila tvář, pustila ho do svého osobního prostoru a navázala s ním oční kontakt. Pro účely fotografie bylo také vybráno jiné místo s lepším světlem. O spolupráci na fotografii byla požádána dívčina třídní učitelka, která měla Šarbat odkrýt její zahalenou tvář. Tony Northrup také zmiňuje to, že dívka byla v kempu několik let, chodila do školy a nemohla tak mít aktuální pocit strachu z války (Co je ale velmi nevhodné tvrzení, vstupující do osobní emocionality dívky). Hovoří i o technických věcech typu nasvícení a zvoleném formátu fotografie. Žádná část původního článku nezmiňuje dívčino jméno, protože ho prý McCurry nezjišťoval, tudíž tak neměl jak její souhlas k publikování fotografie, tak ani od jejího otce. Šarbat Gula k tomu tehdejšímu fotografování řekla, že se cítila „naštvaná, nervózní a velice smutná.“